# 열일곱살의 하늘
열일곱살의 하늘(我的17歲天空: Formula 17)은 대만에서 제작된 디제이 첸 감독의 2004년 영화이다. 양우녕 등이 주연으로 출연하였고 미쉘 여 등이 제작에 참여하였다.

## 출연

### 주연
- 양우녕
- 던칸

### 조연
- 지미 양
- 제이슨 창
- 주군달